# NGC 6538
NGC 6538 è una galassia a spirale, che appare come un piccolo batuffolo per luminosità, non avendo un centro cospicuo; si nota anche la forma non rotondeggiante ma leggermente allungata da NE verso SW.
Circa 16" verso Est vi è una stellina non proprio di campo, ma che potrebbe indurre a credere di aver individuato una supernova e invece appartiene alla nostra Via Lattea col nome di GSC 4440:705, di magnitudine 13,8.
Trovandosi in una plaga della costellazione con poche stelle significative, lo star hopping per giungere alla galassia si può fare partendo dalla stella SAO 8958, di magnitudine 7,99 e tipo spettrale K2 alle coordinate 17h 54m 01,4s e +73° 07′ 16″; da qui procedendo verso Nord si incontra dopo 10' la SAO 8956, di magnitudine 8,97 e tipo spettrale K0; dopo altri 8' sempre in direzione Nord o meglio NNE vi è l'agognata galassia.